# Parodia erubescens
Parodia erubescens ist eine Pflanzenart aus der Gattung Parodia in der Familie der Kakteengewächse (Cactaceae). Das Artepitheton erubescens stammt aus dem Lateinischen, bedeutet ‚rot werdend‘ und verweist auf die Farbe der Dornen.

## Beschreibung
Parodia erubescens wächst einzeln. Die keulenförmigen bis kurz zylindrischen Triebe erreichen Wuchshöhen von bis zu 18 Zentimeter und Durchmesser von 11 Zentimeter. Der Triebscheitel ist mit Dornen und spärlicher weißer Wolle besetzt. Die 22 Rippen weisen zwischen den anfangs weißen und später grauen Areolen kinnartige Vorsprünge auf. Die vier über Kreuz stehenden, geraden, steifen und stechenden Mitteldornen sind rötlich gefärbt und besitzen eine dunklere Basis. Sie weisen eine Länge von 1,7 bis 2,4 Zentimeter auf. Die etwa 34 geraden nadeligen, weißlichen Randdornen sind an ihrer Basis gelb. Sie sind bis zu 1,1 Zentimeter lang.
Die leuchtend zitronengelben Blüten erreichen Längen von bis zu 4,5 Zentimeter und Durchmesser von 5 Zentimeter. Ihr Perikarpell ist mit grünen und roten Schuppen, brauner Wolle und dunklen Borsten besetzt. Die Narbe ist rot. Die dickwandigen Früchte trocknen bei Reife und reißen auf. Sie enthalten zahlreiche glänzend schwarze Samen, die gehöckert sind.

## Verbreitung und Systematik
Parodia erubescens ist in Uruguay verbreitet.
Die Erstbeschreibung als Hybride Echinocactus ×erubescens durch Cornelius Osten wurde 1941 veröffentlicht. David Richard Hunt stellte die Art 1997 in die Gattung Parodia. Nomenklatorische Synonyme sind Notocactus erubescens (Osten) Marchesi (1972) und Ritterocactus erubescens (Osten) Doweld (1999).

## Nachweise